# Constantin Sandu (piłkarz)
Constantin Sandu (ur. 15 września 1993 w Kiszyniowie) – mołdawski piłkarz występujący na pozycji lewego skrzydłowego w mołdawskim klubie Petrocub Hîncești oraz reprezentacji Mołdawii.